# Abolla

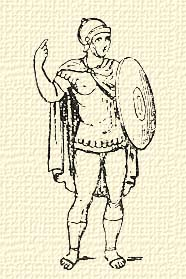
Római katona abollában

Abolla vagy ambola egy kisebb, kétrétű gyapjúköpeny volt az ókori görögöknél és rómaiaknál. A bal vállon átvetve, és a jobb vállon vagy mindkét vállra vetve elöl a nyak alatt fibulával csatolták össze. Rómában a katonák viseleteként is szolgált, és a tógával ellentétben télen viselték. Abollát hordtak a sztoikus, cinikus filozófusok is Rómában mintegy pallium philosophicum-ként.